# Palacio Pretoriano
El Palacio Pretoriano (en esloveno: Pretorska palača) es un palacio gótico veneciano del siglo XV en la ciudad de Capodistria, en el sudoeste de Eslovenia. Situado en el lado sur de la céntrica plaza de la ciudad, Tito (Titov trg a 3), se encuentra el gobierno de la ciudad de Koper y un salón de bodas. Es considerado uno de los monumentos arquitectónicos relevantes de la ciudad.
Una sala municipal anteriormente existía en el mismo lugar en 1254, antes de la plaza en sí (entonces llamada platei comunis, creada alrededor de 1268.) Los trabajos para un edificio de nueva construcción se iniciaron después de que el original fuese destruido durante una gran revuelta en 1348, pero el edificio incompleto fue destruida de nuevo en 1380 por un ataque genovés en el que se saqueó y quemó la ciudad en ese año. La estructura actual data de mediados del siglo XV, después de haber sido iniciada en 1452/53.